# Masao Abe
Masao Abe (阿部 正雄, Abe Masao, 1915 – 10 septembre 2006) était un philosophe japonais bouddhiste et un spécialiste des études religieuses qui était professeur émérite à l'université de Nara. Il est surtout connu pour son travail en matière de religion comparée, développant un dialogue interreligieux bouddhiste-chrétien qui a ensuite inclus le judaïsme. Ses opinions mûres ont été développées au sein de l'école de philosophie de Kyoto. Selon Christopher Ives : « Depuis la mort de D. T. Suzuki en 1966, Masao Abe a été le principal représentant du bouddhisme zen en Europe et en Amérique du Nord,. »

## vie et carrière

### Formation
Le père d'Abe était un médecin, sa mère une pratiquante du bouddhisme de Jōdo Shinshū de la Terre pure, de qui lui vint sa foi précoce en Bouddha Amida. Abe, Né à Osaka, était le troisième de six enfants. Ses études supérieures commencent à l'Université municipale d'Osaka, où il étudie l'économie et le droit. Pendant quatre ans, à la fin des années 1930, il travaille dans un bureau d'affaires d'une société commerciale privée dans la ville voisine de Kobe. Cependant, Abe est sérieusement perturbé par une crise personnelle permanente, qui découle du conflit perçu entre la rationalité et la foi en l'Amida du bouddhisme de la Terre pure. Il pense pouvoir résoudre définitivement ce conflit en faveur de la foi grâce à l'étude de la philosophie, qui lui permettrait de surmonter les objections de la raison,.
Abe entre à l'Université de Kyoto en avril 1942. C'est une démarche courageuse, car il change d'orientation professionnelle en cours de route, ce qui est exceptionnel dans la vie japonaise, mais l'est encore plus compte tenu de la situation politique du moment. Il étudie la philosophie occidentale sous la direction de Hajime Tanabe. Abe étudie également le Zen sous la direction de Shin'ichi Hisamatsu, professeur de philosophie à l'Université de Kyoto et pratiquant laïc de l'école Rinzai. Guidé par Hisamatsu, il travaille avec d'autres pour revitaliser l'organisation de la jeunesse bouddhiste à l'Université de Kyoto tout au long des années 1940,,. Le professeur Hisamatsu conteste la foi quasi théiste d'Abe dans le Bouddha Amida ; malgré cela, Hisamatsu devient pour Abe un modèle religieux vital, un partisan inflexible de Sunyata (que l'on peut appeler la vacuité) en tant que réalité ultime. En conséquence, Abe en vient à comprendre le Bouddha Amida comme une fiction sacrée,.
La progression spirituelle d'Abe sous Hisamatsu est complexe et dialectique. Hisamatsu enseigne que l'image vénérée du Bouddha Amida n'est qu'une étape sur le chemin de la réalisation d'un Bouddha « sans forme », par lequel on peut s'éveiller à son vrai soi. Néanmoins, Abe réagit d'abord à Hisamatsu en découvrant et en expérimentant une grâce infinie du Bouddha Amida. La quête profonde d'Abe se poursuit. En décembre 1951, au cours d'une assise Zen au temple Reiun du Myōshin-ji à Kyoto, Abe interpelle personnellemenHisamatsu en lui criant : « Est-ce là le Vrai Soi ? ». Hisamatsu répond : « C'est le Vrai Soi. » Ensuite, Abe entre dans une phase intense et se débat avec l'idée que « tout n'est que mensonge » (ce qu'il a crié en s'aspergeant d'un seau d'eau glacée lors d'une séance de groupe ultérieure). Il se tourmente devant la proximité apparente de la divinité et du diable, et devant sa propre complicité. Finalement, Abe dit à Hisamatsu : « Je ne peux tout simplement pas trouver un endroit où je puisse me tenir ». Hisamatsu lui répond : « Tiens-toi à l'endroit où il n'y a nulle part où se tenir. » 
Tout au long de ce parcours, Abe se confronte à un « nihilisme positif » associé au philosophe laïque et irréligieux Frederich Nietzsche qu'il a réussi à distinguer et à surmonter. En réfléchissant au développement de sa vie, Abe reconnaît le rôle crucial de Shin'ichi Hisamatsu dans sa formation spirituelle. « Sans lui, je ne suis pas ce que je suis. »

### Universités
Parmi les principales influences académiques d'Abe, on peut citer  Shin'ichi Hisamatsu (1889-1980) ainsi que Keiji Nishitani (1900-1990), ainsi que Hajime Tanabe (1885-1962), professeurs importants pour Abe à l'université de Kyoto et Kitaro Nishida(1870–1945), professeur d'Hisamatsu et de Nishitani, et professeur de son propre successeur Tanabe. Abe suit l'école de philosophie de Kyoto de Nishida. Dans les années 1950 et au début des années 1960, Abe est en contact avec le célèbre érudit bouddhiste Daisetz Teitaro Suzuki (1870–1966), notamment à l'université Columbia de New York ; Abe, plus tard assume le rôle de Suzuki en tant que transmetteur universitaire du bouddhisme. Toujours à New York, à l'Union Theological Seminary, Abe rencontre les professeurs et enseignants chrétiens Paul Tillich (1886–1965) et Reinhold Niebuhr (1892–1971),.
Abe est professeur au Kyoto Women's College (1946-1948) et à l'Université d'Otani (1948-1950) puis est professeur de philosophie à l'Université de Nara de 1952 à 1980. Par la suite, tout en étant à Nara, Abe est simultanément professeur à l'Université de Kyoto de 1955 à 1958, et de 1964 à 1980 professeur à l'Université Hana Zono. Au milieu des années 1950, il étudie également la théologie chrétienne à New York à l'Union Theological Seminary et à l'Université de Columbia. Puis, en 1980, il quitte l'Université de Nara  pour s'installer en Californie, au département de religion de la Claremont Graduate School, et plus tard en 1983 à l'Université d'Hawaï où il est professeur de philosophie japonaise. À partir de 1965, Abe participe et fait des présentations dans de nombreuses universités et collèges à travers les États-Unis, tout en étant professeur invité en résidence (avec sa femme Ikuko),,. Au cours de ces années, Abe participe au dialogue bouddhiste-chrétien dans des universités européennes.
Abe contribue et dirige de nombreuses conférences sur la religion comparée, le bouddhisme et les sujets connexes. Il s'est toujours impliqué dans la Conférence des Philosophes Est-Ouest à l'Université d'Hawaii et dans la rencontre théologique internationale bouddhiste-chrétienne (« groupe Abe-Cobb ») qu'il dirige avec le professeur John B. Cobb, Jr.,.

En plus de ses contributions en termes de discernement créatif et d'érudition, Masao Abe apporte également aux réunions interconfessionnelles une sérénité et un charme tranquille. Ici, par exemple, son collègue universitaire Arvind Sharma se souvient d'une anecdote avec Abe lors d'une conférence en 1986 qu'il rapporte ainsi :
Abe s'est mis à sourire. Je m'en souviens encore très bien, car il avait une qualité ineffable et irrésistible qui était totalement légère. Il semblait curieusement et totalement détaché de l'environnement, un événement complet en lui-même, d'une simplicité enfantine qui séduisait par son innocence. Lorsque son visage reprenait son expression normale, on avait le sentiment d'une chose très précieuse, trouvée fugitivement puis perdue irrémédiablement, jusqu'à ce qu'il sourit à nouveau.
Apparemment, la source de ce « don » était passée par des épreuves spirituelles. Abe a dû emprunter un chemin terrifiant et faire un saut dans l'abîme afin de trouver « l'endroit où il n'y a nulle part où se tenir,.»

### Dialogue
Abe s'efforce de faire progresser le dialogue interreligieux dans le cadre de ses nombreuses missions d'enseignement ; il dirige de nombreux séminaires sur le bouddhisme et les religions occidentales, en particulier le christianisme. Les représentants des différentes religions qui se réunissent, suivent souvent la procédure suivante : ils essaient d'abord de comprendre la perspective de la foi de l'autre de l'intérieur (sans compromettre leur propre foi), jusqu'à pouvoir « voir » comment les choses peuvent se présenter du point de vue de l'autre ; puis il y a une période pendant laquelle chacun « revient » à sa propre foi ; ensuite, une discussion plus fructueuse peut commencer. Abe cherche également à encourager le dialogue à travers ses divers écrits philosophiques et spirituels,.
En général, Abe reçoit des éloges pour ses efforts. Le professeur Jürgen Moltmann trouve que la présentation de l'érudit bouddhiste est profonde et précise concernant un sujet central de la théologie chrétienne. « Ici, la compréhension réciproque est non seulement approfondie, mais le christianisme et le bouddhisme, dans leur différence immiscible, sont conduits vers une réalité commune. À la lumière de cette réalité commune, peut-être une transformation mutuelle ne commence-t-elle pas encore, mais certainement une sympathie et une ouverture réciproques l'une pour l'autre. »
En 1983, le professeur Abe révèle certains aspects de sa motivation intérieure. Il écrit que, outre son intérêt constant pour le bouddhisme, il est profondément préoccupé par le fondement spirituel de toute « l'humanité à l'ère de la mondialisation ». Pour fournir ce fondement, une étude comparative et conversationnelle du bouddhisme et de la pensée occidentale, christianisme compris, est absolument nécessaire. » 

## Un essai avec des réponses
- L'essai d'Abe est intitulé « Dieu Kenotic et Śūnyatā dynamique", qui traite de la vacuité dans le christianisme et le bouddhisme. Abe se réfère à saint Paul dans sa lettre aux Philippiens 2: 5-11, en particulier les versets déclarant que « le Christ Jésus, qui, tout en étant sous la forme de Dieu, n'a pas considéré l'égalité avec Dieu comme une chose à saisir, mais s'est vidé de lui-même, prenant la forme d'un serviteur, naissant à la ressemblance des hommes. » Abe finit par extrapoler pour postuler un vide de Dieu le Père, et donc une ressemblance ontologique entre le christianisme et le concept bouddhiste de sunyata ou la vacuité comme réalité ultime. Dans le processus, Abe discute de l'éthique sociale bouddhiste et de la responsabilité sociale. Il aborde également la Shoah  et soulève la question difficile d'un « karma collectif » qui se manifeste par la culpabilité ressentie par des personnes très éloignées de l'époque et du lieu de ces crimes génocidaires. Abe écrit pour un lectorat multi religieux instruit, avec une conscience et une observation aiguës, informé dans une certaine mesure par la théologie du processus développée au sein du christianisme moderne, et d'une perspective nourrie par l'école de philosophie bouddhiste de Kyoto. Son essai a été publié comme suit.
  - The Emptying God: A Buddhist-Jewish-Christian Conversation (Maryknoll, NY: Orbis 1990), édité par John B. Cobb, Jr. et Christopher Ives. Le professeur Cobb était un chef de file en théologie du processus. C'est là qu'apparaît l'essai d'Abe « Kenotic God and Dynamic Sunyata », auquel répondent un théologien juif (Eugene Borowitz ) et six théologiens Chrétiens (Thomas JJ Altizer, John B. Cobb, Jr., Catherine Keller, Jürgen Moltmann, Schubert M. Ogden, et David Tracy). Suit ensuite une « réplique » d'Abe. Plusieurs réponses et répliques ultérieures paraissent dans la revue Buddhist-Christian Studies (Honolulu : Univ.of Hawaii).
  - Vacuité divine et plénitude historique. Une conversation bouddhiste-juive-chrétienne avec Masao Abe (Valley Forge : Trinity Press 1995), édité par Christopher Ives. L'essai d'Abe « Kenotic God and Dynamic Sunyata » apparaît à nouveau (première partie) et est abordé de nouveau par huit nouveaux chercheurs. Deux réponses juives de Richard Rubenstein et Sandra B. Lubarsky sont suivies de quatre réponses chrétiennes, à savoir celles  de Heinrich Ott, Marjorie Hewitt Suchocki, Hans Waldenfels et Christopher Ives (Partie II). Abe répond  ensuite (Partie III). La conclusion présente les deux réponses de Hans Küng, et de Wolfhart Pannenberg, auxquelles Abe répond (Partie IV).
    - Critique de livre par Edward L. Shirley
    - Critique de livre par Harold Kasimow

  - Auparavant, Abe avait écrit un précurseur de cet essai, intitulé « Bouddhisme et christianisme comme problème d'aujourd'hui ». Il est paru dans le périodique Japanese Religions en 1963, suivi ici aussi de réponses occidentales[31],[32].

## Une vision zen du temps
En réalisant par la pratique zen l'enseignement bouddhique de l'impermanence de toutes choses (Skt : anitya) (Jpn : mujō), nous faisons l'expérience que nous vivons et mourons à chaque instant. « Si nous saisissons notre vie non pas objectivement de l'extérieur mais subjectivement de l'intérieur, nous ne passons pas de la vie à la mort mais nous sommes au milieu de ce processus de vie-mort.» Par une lecture attentive de Dōgen (1200-1253) et une compréhension vigilante du sens intérieur du temps, Abe apprend et enseigne comment l'objectivation du temps peut nous éloigner de notre propre expérience de son impermanence.
Dōgen s'interroge sur une contradiction apparente dans le bouddhisme. Tous les êtres sensibles sont originellement éveillés, et pourtant les enseignements bouddhistes « suscitent le désir d'éveil » chez ceux qui les entendent. Si nous pratiquons la religion, nous pouvons devenir éclairés en raison d'un « éveil acquis », mais « l’éveil originel » est le nôtre « avant la naissance de nos parents ». Dōgen rejette comme sophisme naturaliste une  théorie de « l'éveil originel » qui assimile une conscience de soi humaine donnée à une véritable illumination. Il rejette également l'idée que la pratique est un moyen d'atteindre le but de l'illumination. Le processus épistémologique de l'illumination est entrepris par la pratique du zen, mais le processus lui-même devient l'illumination, c'est-à-dire que le chemin est la voie de l'éveil. Abe cite Dōgen : « Dans le Bouddha Dharma, la pratique et la réalisation sont identiques. La négociation initiale de la Voie par l'individu est en soi la totalité de la réalisation originelle. Ainsi, même si l'on est dirigé vers la pratique, on nous dit de ne pas anticiper une réalisation en dehors d’elle, car elle pointe directement vers la réalisation originelle. »

Au lieu d'attendre le moment de l'éveil en étant assis en méditation, on « connaît directement les conditions temporelles » car le « moment est déjà arrivé ». « Il n'y a pas de temps qui ne soit pas le bon moment ». « Dōgen nie la continuité du temps et souligne l'indépendance de chaque point du temps... . » Le professeur Abe cite ensuite Dōgen pour illustrer son propos :
« Il est un enseignement établi que le bouddhisme ne parle pas de la vie qui devient la mort, le bouddhisme parle de la non-naissance. Il est un enseignement bouddhique confirmé que la mort ne devient pas la vie, cette doctrine parle de non-extinction. La vie est une étape du temps et la mort est également une étape du temps, comme, par exemple, l'hiver et le printemps. Nous ne supposons pas que l'hiver devient le printemps, ni ne disons que le printemps devient l'été. »
Subjectivement, de l'intérieur, « le processus de notre vie-mort est l'être sans commencement et sans fin ». Pour les bouddhistes, il n'y a pas de début de l'univers (pas de création), et il n'y a pas de fin (pas de jugement dernier). « Nous devons réaliser le caractère sans commencement et sans fin du samsara, c'est-à-dire la transmigration de la vie à la mort. » Le professeur Abe cite plusieurs expériences :
- « Chaque instant peut être un début et une fin en soi : Le temps commence et se termine à chaque instant. En conséquence, le temps n'est pas compris comme un mouvement unidirectionnel mais comme une série pure de moments qui peuvent se déplacer réciproquement. Une sorte de réversibilité du temps est ici réalisée. »
- « Si nous réalisons clairement le caractère sans commencement et sans fin de la vie et de la mort à ce moment particulier, l'ensemble du processus de vie et de mort est concentré dans ce moment. En d'autres termes, chaque moment embrasse en lui-même l'ensemble du processus du temps sans commencement et sans fin. Ainsi, on peut en fait transcender le temps à cet instant précis. »
- « La vision bouddhiste, fondée sur une immersion totale dans la profondeur de l'instant, est qu'il n'y a pas de différence entre le passé et le futur. La distinction temporelle appartient à la perspective de l'observateur sur le plan horizontal et historique. Dans la dimension verticale ou de profondeur, insistent les bouddhistes, le temps est dépassé[39]. »
- « Bien que le karma fonctionne de manière déterministe dans la dimension horizontale du temps, une fois que la dimension verticale, ou transtemporelle, est ouverte lorsque l'on s'éveille à la vérité du non-soi, cette personne n'est plus esclave du karma mais en devient le maître. Cela signifie que, sur la base de la réalisation du vrai soi en tant que non-soi dans la profondeur sans fond de la dimension verticale du temps, l'acte présent peut s’émanciper du karma passé et créer un nouveau karma qui affectera le futur, sous la forme d'un vœu par exemple[40]. »